# Джеймс Мак-Рей
Джеймс Мак-Рей  (англ. James McRae, 27 червня 1987) — австралійський веслувальник, олімпійський медаліст.
Призер чемпіонату світу.

## Виступи на Олімпіадах
| Олімпіада   | Дисципліна     | Місце |
| ----------- | -------------- | ----- |
| Пекін 2008  | четвірка парна | 4     |
| Лондон 2012 | четвірка парна | 3     |